# نظام إدارة الرحلة في الطائرة
نظام إدارة الرحلة في الطائرة (بالإنجليزية: Flight management systems)‏ ويعرف أيضا باختصار FMS هو أحد أهم أنظمة إلكترونيات الطيران لكفائته العالية من خلال حفظ الكثير من الأعباء بالنسبة لعمل جميع الطيارين حول العالم، أما بالنسبة للطائرات العسكرية فقد أتاح هذا النظام تشغيل طاقم واحد لطائرات القصف المتقدمة مثل مقاتلات إف - 117 نايت هوك وعلى الرغم من أن أنظمة إدارة الرحلة تستخدم على نطاق واسع جداً إلا أنها تتفاوت من الأنظمة الأساسية نسبياً في الطائرات الشخصية الصغيرة إلى الأنظمة الشاملة في الطائرات النفاثة الكبيرة الطويلة المدى.

## التاريخ
أشتهرت هذه الأنظمة في منتصف الثمانينيات من القرن الماضي وأصبحت تركب تقريبا على جميع أنواع الطائرات ومن أبرز العوامل التي أدت إلى إستخدامها هي منافعها الاقتصادية الكثيرة من خلال الملاحة الآلية وإرشاد خطوط الطيران لتحسين أداء الطائرة ومن ثم خفض تكاليف الطيران.

## المهام

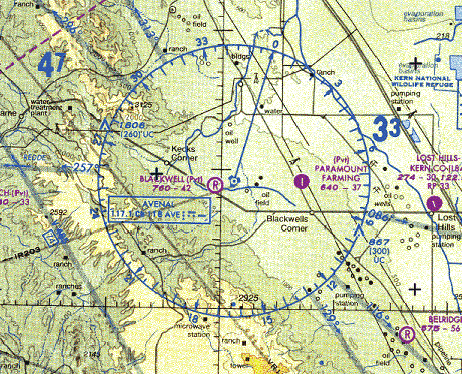
قطاع من خريطة ملاحة راديوية.

يوفر نظام إدارة الرحلة مصادر ملاحة دقيقة على سبيل المثال: أنظمة GPS/INS, OMEGA المجمعة مع أنظمة الملاحة الراديوية المعينة مثلا VOR ،DME، VORTAC، TRANC وأنظمة الهبوط الآلي وأنظمة الهبوط الميكروويفي المعينة للوصول والهبوط. و يقوم نظام إدارة الرحلة أيضا بإنجاز المهام التالية:
1. تقديم الإرشاد للرحلة والتحكم الرأسي والجانبي لخط طيران الطائرة.
2. مراقبة مخطط حدود طيران الطائرة وحوسبة السرعة المثلى لكل مرحلة من مراحل الطيران مع ضمان هوامش السلامة لتتم المحفاظة عليها بالنسبة إلى السرعتين القصوى والدنيا على مدى مخطط حدود طيران الطائرة.
3. التحكم الآلي بقوة دفع المحرك لتحكم بسرعة الطائرة مما يخفض من إستهلاك الوقود.

وبالإضافة إلى ذلك يلعب نظام إدارة الرحلة دورا رئيسيا في مهام تخطيط الرحلة للطيار ويتيح إجراء مراجعات أساسية لخطة الرحلة أثناء الطيران إذا تطلب الأمر وذلك لتعامل مع التغيرت في الظروف الطارئة.

## قاعدة بيانات النظام
يحتوي نظام إدارة الرحلة على قاعدة بينات لما يلي:
- أنظمة الملاحة الراديويّة المعينة ( raio navaids ) وهي VOR ،DME، VORTAC، TRANC، منارة الإرشاد غير الاتجاهية، directional beacon، الهوية المتظمنة، خط العرض / خط الطول، الارتفاع، التردد، التير المغنطيسي، الرتبة، رقم إستحقاق الخط الجوي.
- نقاط الطريق ( waypoints )[2] عادة منارات الإرشاد.
- الخطوط الجوية ( airways ) الرمز المعرف، خط العرض، خط الطول، العلو، المسار المغنطيسي.
- المطرات ( airports ) الرمز المعرف، خط العرض، خط الطول.
- المدارج ( runways ) الطول، الإتجاه، العلو، خط العرض، خط الطول.
- إجراءات المطار ( airport procedures[3] ) شفرة المنظمة الدولية للطيران المدني، نوع وثيقة الإنطلاق المعيارية، مسار الوصول المعياري، نظام الهبوط الآلي، النزول الجانبي.
- مسرات الشركة company routes ) المطار الأصلي، مطار الوجهة النهائية، رقم المسار، أوظاع التطواف، مؤشر التكلفة.

يتم تحديث قاعدة بيانات الملاحة كل 28 يوما وفقا للقانون الذي وضعته المنظمة الدولية للطيران المدني ويتم خزنها في ذاكرة لامتلاشية ويتم تحميل القرص المرن لاكتساب وتحديث البينات، فمن الضاروري الحفاظ على حداثة وجودة قاعدة البينات.